# Siméon Drouin
Pour les articles homonymes, voir Drouin.
Siméon Drouin (ou Simon Drouin ; Simone ou Simeone Droino en Italien), né en Lorraine à la fin du XVIe siècle (peut-être en 1591) et mort à Nancy vers la fin de l'année 1651, est un sculpteur actif à Rome et à Nancy pendant la première moitié du XVIIe siècle.

## Biographie
Fils du sculpteur nancéien Florent Drouin (v. 1540-1612), Siméon poursuit son apprentissage à Rome auprès d'un sculpteur du pape, le Lorrain Nicolas Cordier, qui l'héberge au moins depuis 1609. C'est également dans la capitale pontificale qu'il commence sa carrière. Avant 1615, il réalise ainsi trois des statues (dont celle, centrale, du Christ) de l'attique de la façade de la basilique Saint-Pierre.

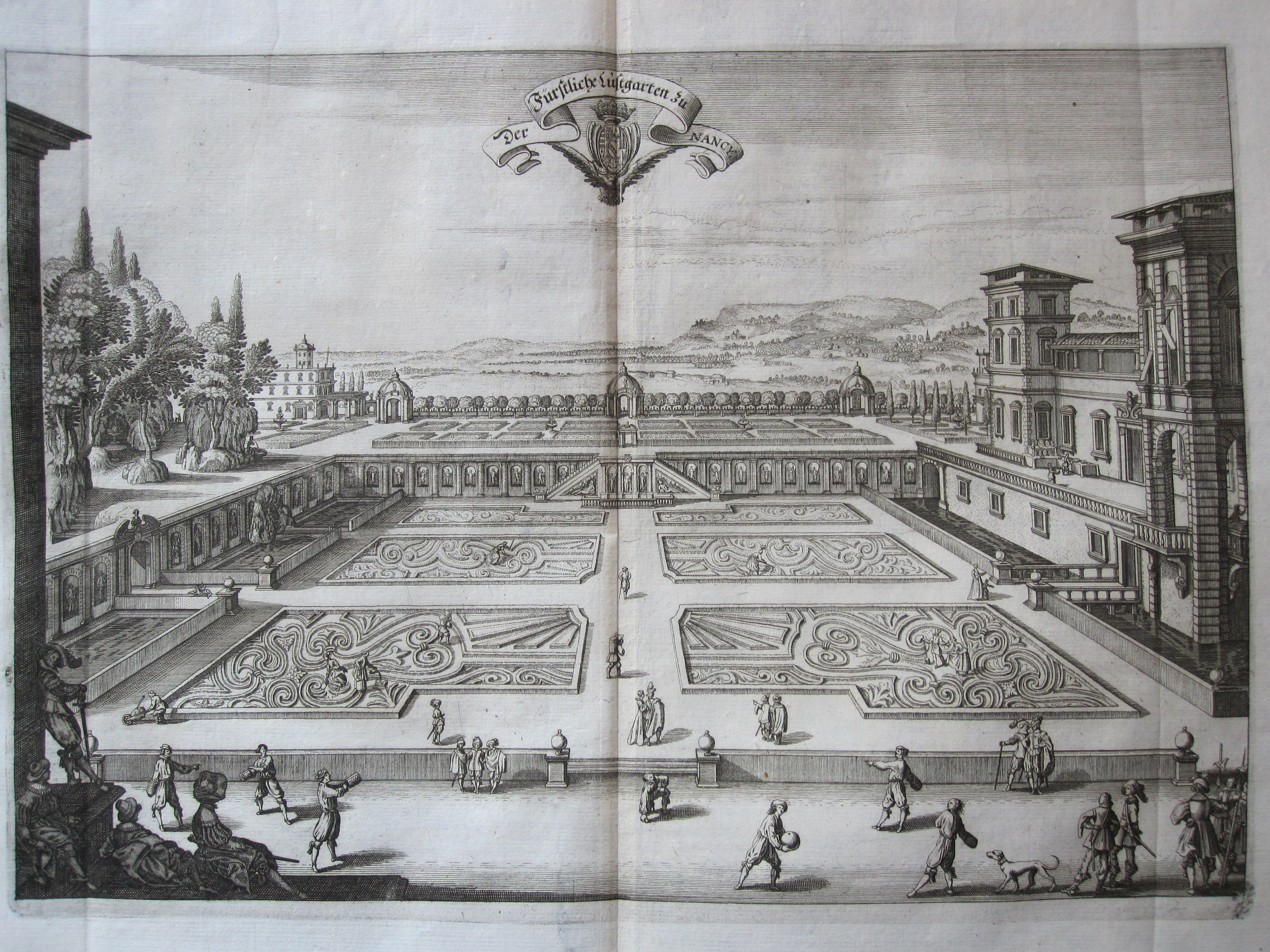
L'ancien jardin (parterre) du palais ducal de Nancy, entouré de niches dont quatorze abritaient des statues de Drouin (gravure de Merian d'après Callot).

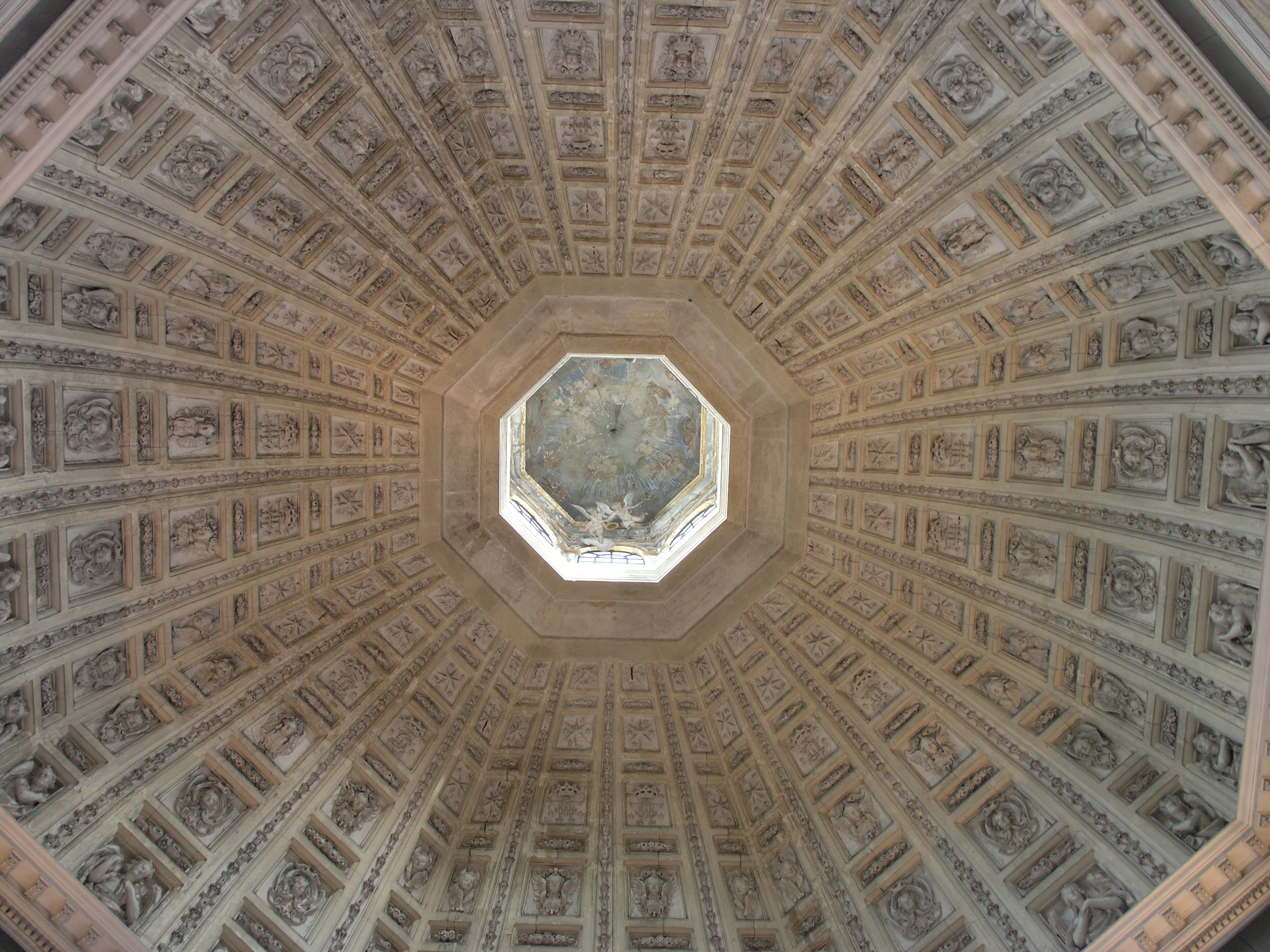
Caissons sculptés de la coupole de la chapelle ducale de l'église des Cordeliers de Nancy.

De retour en Lorraine, il entre au service du duc Henri II, pour lequel il réalise, à partir de 1616, quatorze statues mythologiques destinées aux niches du jardin (ou parterre) du palais ducal. Ces œuvres, disparues au siècle suivant, sont visibles sur des gravures de Jacques Callot et Matthäus Merian. En 1626, pour l'entrée solennelle du duc Charles IV, Drouin érige devant l'hôtel de ville de Nancy une fontaine éphémère représentant Hercule terrassant l'Hydre de Lerne. Six ans plus tard, François de Vaudémont, père de Charles IV, lui confie l'achèvement de la chapelle ducale de l'église des Cordeliers.
En 1633, à l'issue d'une épidémie de peste, les magistrats de la ville de Nancy commandent à Siméon Drouin les dessins d'un monument votif pour l'église Notre-Dame-de-Bonsecours, mais celui-ci ne sera réalisé qu'après la signature d'un nouveau contrat en janvier 1645. Ce monument du « Vœu de Nancy » a été démantelé lors de la reconstruction de l'église au XVIIIe siècle mais les trois statues qui en faisaient partie existent toujours.
À côté de son activité principale de sculpteur, Drouin semble avoir également pratiqué l'architecture. Selon l'abbé Lionnois, il aurait ainsi pris pour modèle l'église romaine des Incurables afin de tracer les plans de l'église de l'abbaye Saint-Léopold, construite en 1626.
Placée en 1647 par la plupart des auteurs, la mort de Siméon Drouin a vraisemblablement eu lieu entre la fin de l'année 1651 et le début de l'année 1652. En effet, c'est à cette dernière date qu'il apparaît comme « défunt » dans un registre comptable qui mentionne annuellement l'un de ses travaux en cours de réalisation depuis 1645.

## Œuvres
- Le Christ, Saint Jean-Baptiste et Saint Thomas, attique de la façade de la basilique Saint-Pierre de Rome, avant 1615.
- Quatorze statues mythologiques (Diane, Jupiter, Flora, Hercule, Junon, Pâris, Cérès, Mars, Orphée, Adonis, Vulcain, Apollon, Minerve et Vénus), pierre de Savonnières, anciennement au Palais des Ducs de Lorraine, Nancy, 1616.
- Hercule terrassant l'Hydre de Lerne (pour une fontaine éphémère connue par un dessin), bois et métal, 1626.
- Autel élevé par Christine de Marcossey, veuve du gouverneur Élysée d'Haraucourt, anciennement dans l'église des Carmes de Nancy, 1630[5].
- Reliefs de la coupole de la chapelle ducale de l'église des Cordeliers de Nancy, après 1632.
- Mausolée de Georges-Africain de Bassompierre, bronze, anciennement dans l'église des Minimes de Nancy, après 1633[5].
- Dessin pour une table votive d'argent fin représentant Nancy et destinée à Notre-Dame de Lorette, 1645 (travail entrepris par César Foulon, mort en 1644).
- Monument votif (Vœu de Nancy), marbre noir, ancienne église Notre-Dame-de-Bonsecours de Nancy, 1645-1646, dont :
  - Saint Roch, marbre blanc, cathédrale de Nancy ;
  - Saint Sébastien, marbre blanc, Musée lorrain, Nancy ;
  - Saint Charles Borromée, marbre blanc, église Saint-Laurent de Racécourt (Vosges) ;
    - Les trois statues ont été réunies pour la première fois depuis la destruction du monument dans l'exposition "La Lorraine pour horizon. La France et les duchés des René II à Stanislas", palais des ducs de Lorraine - Musée lorrain, 18 juin - 31 décembre 2016.

Œuvres
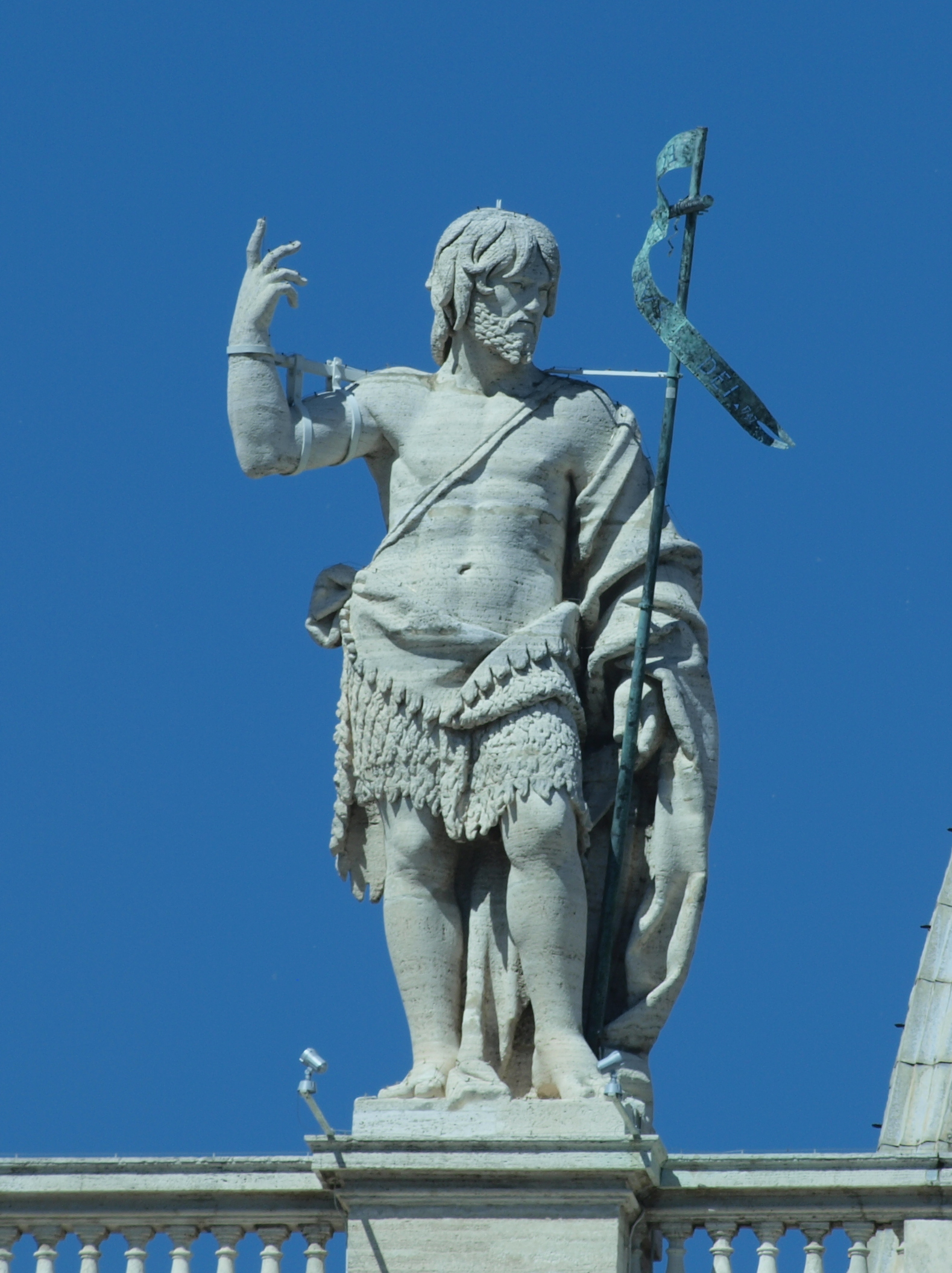
Saint Jean-Baptiste, Saint-Pierre de Rome.
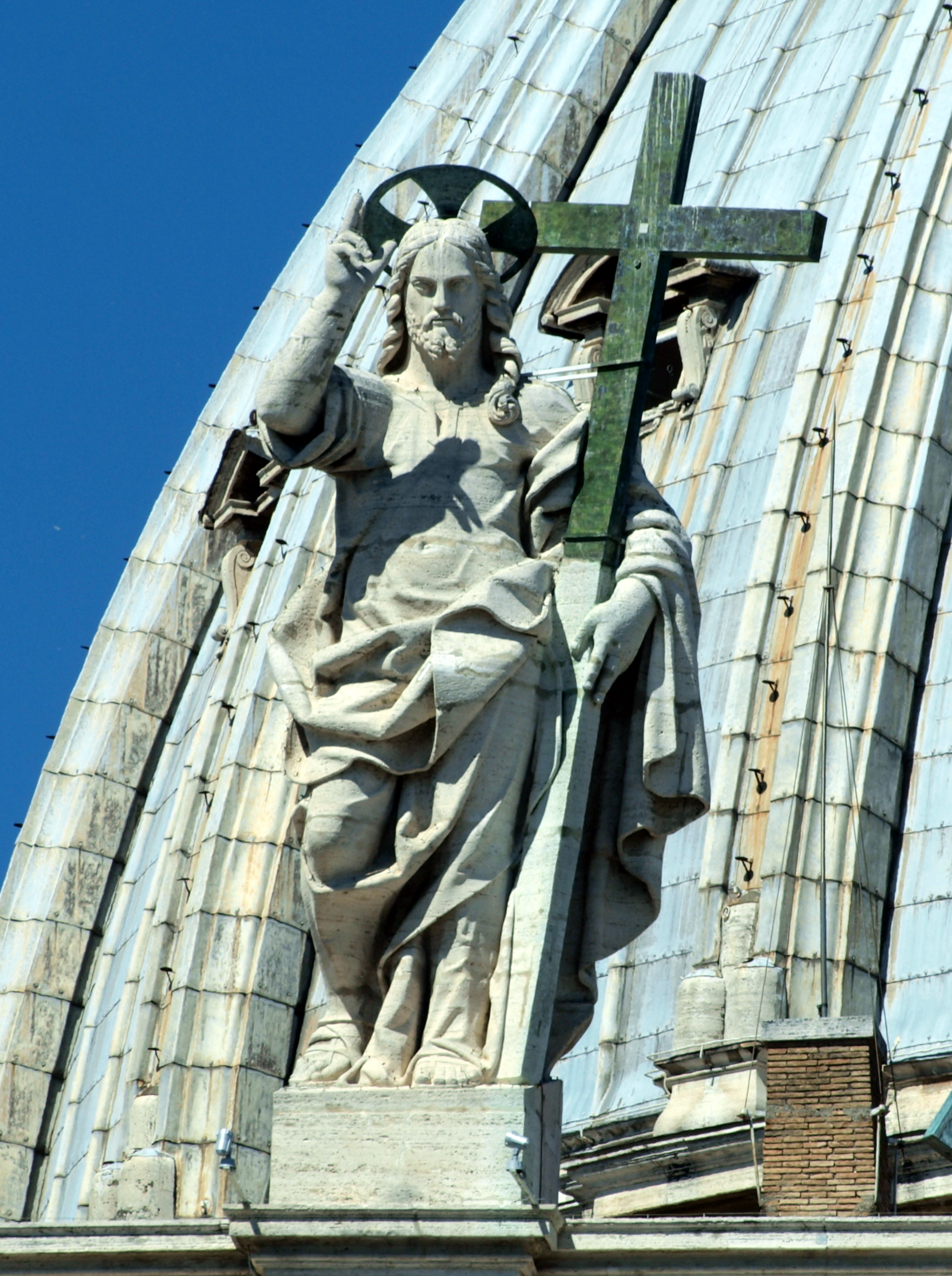
Christ, Saint-Pierre de Rome.
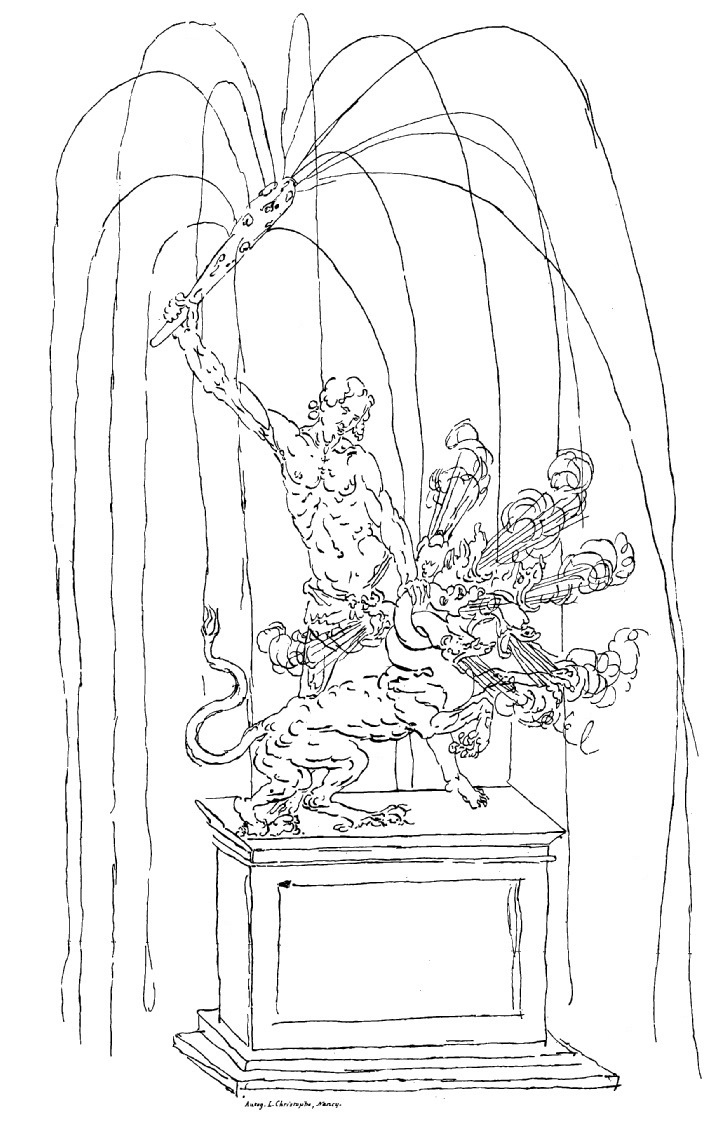
Dessin pour la fontaine d'Hercule.
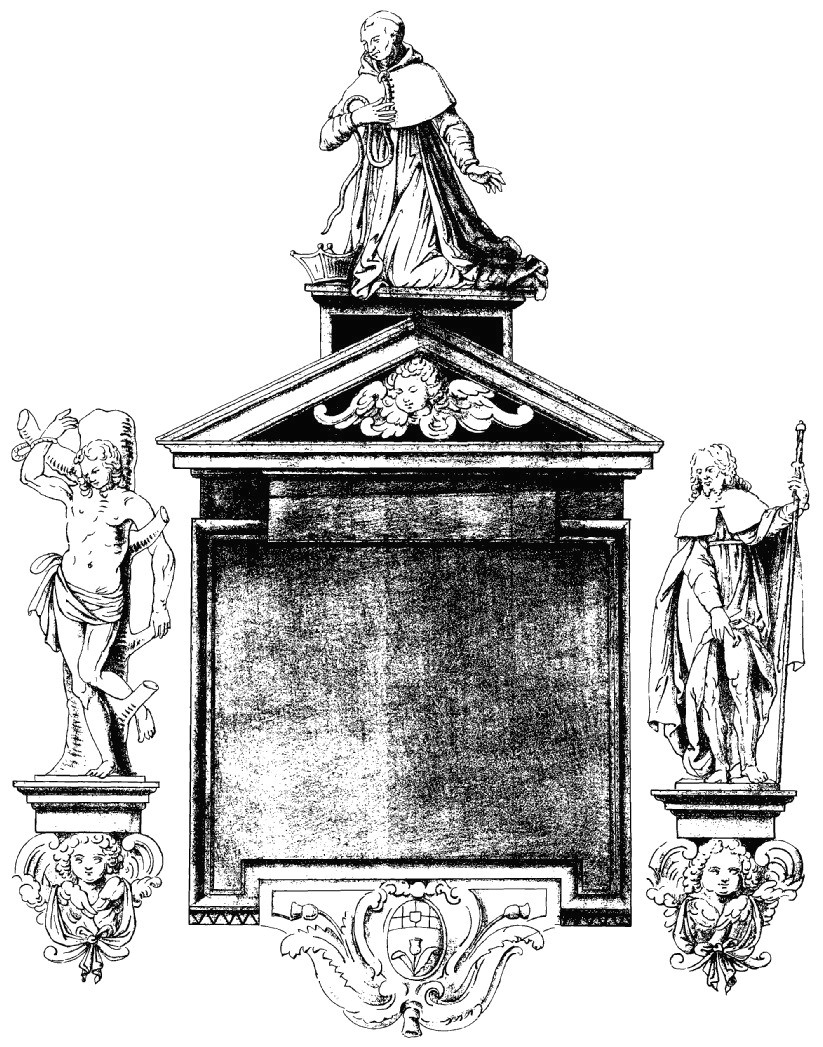
Dessin du monument votif de Notre-Dame-de-Bonsecours.